# Kees van der Tuijn
Cornelis van der Tuijn, plus connu sous le nom de Kees van der Tuijn (né le 24 juillet 1924 à Schiedam aux Pays-Bas, et mort le 23 août 1974) est un joueur de football international néerlandais, qui évoluait au poste de milieu de terrain.

## Biographie

### Carrière en sélection
Avec l'équipe des Pays-Bas, il joue 11 matchs (pour 2 buts inscrits) entre 1948 et 1952. 
Il joue son premier match en équipe nationale le 26 mai 1948 contre la Norvège et son dernier le 6 avril 1952 contre la Belgique.
Il participe aux Jeux olympiques de 1948 et de 1952. Il joue deux matchs lors du tournoi olympique de 1948. 